# Pero lessema
Pero lessema är en fjärilsart som beskrevs av William Schaus 1901. Pero lessema ingår i släktet Pero och familjen mätare. Inga underarter finns listade i Catalogue of Life.